# Kárpáti Zoltán (botanikus)
Kárpáti Zoltán (Sopron, 1909. október 1. – Budapest, 1972. június 18.) növényföldrajzos és rendszertanász, dendrológus, egyetemi tanár, a biológiai tudományok doktora (1955). Botanikai szakmunkákban nevének rövidítése: „Kárpáti”.

## Életútja
A budapesti tudományegyetem bölcsészettudományi karán doktorált 1932-ben. Eötvös-kollégista volt. 1933-ban kapta meg természetrajz-kémia tanári oklevelét. 1933–36-ban a budapesti tudományegyetem Növényrendszertani Intézetében Tuzson János mellett volt gyakornok; eközben többször utazott külföldi tanulmányútra. 1936–49-ben Budapest Főváros Vegyészeti és Élelmiszervizsgáló Intézetének mikroszkópiai osztályán dolgozott, mint vegyész. 1941-ben magántanárrá habilitálták. 1950-től az Agrártudományi Egyetem kertészeti karán (majd az ebből alakult Kertészeti Főiskolán) volt tanszékvezető egyetemi docens, majd 1954-től tanszékvezető egyetemi tanár (a főiskola eközben egyetemmé alakult át). 1971-ben ment nyugdíjba.

## Tudományszervező tevékenysége
Megszervezte a Növénytani Tanszék munkáját, munkatársaival létrehozta a Soroksári Botanikus Kertet. Számos hazai és külföldi tudományos társaságban és bizottságban öregbítette a magyar tudomány jó hírét.
Bibliográfusként és szerkesztőként is kiemelkedőtt alkotott. Tagja és területi referense volt Cambridge-i Flora Europaea szerkesztő bizottságának. Több periodikumot, illetve összefoglaló művet is szerkesztett:
- a Botanikai Közleményeket (1953–62),
- A növények világát (II., Budapest, 1969),
- a Magyarország Kultúrflóráját (1963–72).

## Tudományos munkássága
Főleg a flórakutatásban, a növényrendszertanban és a dendrológiában jeleskedett; nevét nyolc virágos taxon őrzi. Fontos dendrológiai kérdéseket tisztázott.
Fontosabb művei:
- Kertészeti növénytan (Budapest, 1953);
- Magyar flóra (Növényhatározó, II., Soó Rezsővel, Budapest, 1968);
- Alkalmazott növényföldrajz (Terpó Andrással, Budapest, 1971).

## Emlékezete
- Csapodi István: Kárpáti Zoltán (Soproni Szemle, 1973);
- Terpó András: Kárpáti Zoltán emlékezete (Botanikai Közlemények, 1973. 60.).

Munkásságával a Sopron fölötti a Károly-magaslaton emelt Károly-kilátó földszintjén berendezett, (Kitaibel Pállal és Gombocz Endrével közös) állandó életmű-kiállításon ismerkedhetnek meg a látogatók. A Népligetben sétány viseli nevét.